# Самотні серця (фільм, 1982)
«Самотні серця» (англ. Lonely Hearts) — австралійська кінокомедія 1982 року голландсько-австралійського кінорежисера Пола Кокса, який був визнаний «найрозумнішим кіноавтором Австралії».
Цей фільм був одним з п'ятдесяти австралійських фільмів, відібраних для збереження в рамках проекту відновлення кіноколекції Kodak/Atlab Австралійського кіно і звукового архіву.

## Сюжет
50-річний «мамусин синочок» Пітер Томпсон (Норман Кей) не знає як жити після смерті матері. Щоб побороти свою самотність він іде до «Клубу самотніх сердець» і агентство пропонує йому сором'язливу Патрицію (Венді Г’юз), яка, напевно,  на двадцять років молодша від нього. Пітера відстрашує віковий розрив між ними, але, коли агентство запевняє його, що Патріція  шукає старшого чоловіка, він вирішує купити собі нову перуку.

## Ролі виконують
- Венді Г'юз — Патриція Карнов
- Норман Кей[en] — Пітер Томпсон
- Джон Фінлісон[en] — Джордж
- Джулія Блейк[en] — Памела
- Джонатан Гарді[en] — Брюс

## Навколо фільму
- Джулія Блейк знялася ще в шістьох кінострічках режисера Пола Кокса: «Людина квітів» (Man of Flowers, 1983), «Моя перша дружина» (My First Wife, 1984), «Паперовий хлопчик», серія «Переможці» (The Paper Boy, 1985), «Кактус» (Cactus, 1986), «Невинність» (Innocence, 2000) та «Дотик людини» (Human Touch, 2004).

## Нагороди
- 1982 Премія Австралійської академії кінематографа і телебачення (Австралія):
  - за найкращий фільм — Джон Мурей